# Fripp Island
Fripp Island – jedna z wysp barierowych należących do Sea Islands, leżąca u wybrzeży Karoliny Południowej w pobliżu jej granicy z Georgią w hrabstwie Beaufort, około 30 km od Beaufort. Wyspa ma połączenie drogowe mostem z Hunting Island i 60 km na północny wschód od centrum Savannah. W 2000 roku wyspę zamieszkiwało około 887 mieszkańców.
Obecnie wyspa ma charakter resortu wypoczynkowego, jest na niej marina oraz prywatne 18 dołkowe pole golfowe.